# AGEIA
AGEIA es una empresa de semiconductores fundada en 2002. AGEIA inventó el chip PhysX, un chip capaz de elaborar simulaciones físicas que por su complejidad no pueden ser realizadas por la CPU en tiempo real.
Podría decirse que es una categoría de hardware completamente nueva, que viene a llenar la brecha existente entre ambientes virtuales casi completamente estáticos y rígidos, basados en efectos que realmente no afectan el entorno de juego (como por ejemplo, la clásica cerca de madera completamente indestructible) a nuevos ambientes que se comportan de manera más acorde conforme con la realidad; en la cual la interacción entre objetos se rige por las leyes físicas y no por secuencias de acción preestablecidas. En este caso se debe hablar de simulaciones más que de efectos.
Entre los tipos de simulaciones que ofrece este hardware están la simulación de fluidos; del movimiento con el viento, del cabello, ropa o tela; de las ondas de choque de las explosiones, etc.; siendo esto solo el comienzo.
La ventaja principal de que el trabajo de simulación física lo realice un procesador especializado son: que permite unos efectos físicos de mayor complejidad a gran velocidad, que para lograrlos con procesadores de propósito general deberían usarse demasiados trabajando en paralelo lo que sería muy costoso, además de importantes ahorros en consumo energético; todas estas ventajas se pueden lograr solo incorporando una tarjeta económica (PCI o PCI-Express x1, menos de 149 dólares) a un computador corriente; esta tecnología sin duda va a ser el siguiente gran paso en los juegos de PC.
La compañía también han licenciado el entorno de programación específico PhysX SDK, creado para usar su simulación física avanzada en los juegos usando su chip PhysX.

## Ageia en la actualidad
A pesar de las posibilidades de este hardware, no obtuvo mucho apoyo de las empresas de videojuegos, lo que provocó que su precio se estancase. Tan sólo hay cerca de cien títulos que aprovechen el procesador de física.
No obstante, el 4 de febrero de 2008 se anunció la compra de AGEIA Technologies por parte de Nvidia Corporation, conocidísima empresa estadounidense fabricante de procesadores gráficos. Poco se supo tras la venta, y muchos pensaban que la empresa estaba trabajando en su implementación en sus productos. La página web de AGEIA se redirigió al portal de Nvidia, y el motor PhysX pasó a llamarse NVIDIA PhysX. Al final de la página aclara que la implementación se llevará en el futuro cercano, y que todavía no hay lista de los productos que soportarán el motor de Ageia.
En junio de 2008 Nvidia lanzó sus nuevas GPUs denominadas GTX 260 y GTX 280, también se anunció compatibilidad para toda tarjeta que sea capaz de ejecutar CUDA como las Geforce 8. Se anunció que el soporte para el motor NVIDIA PhysX se incluiría en las próximas actualizaciones de drivers, y que sucesivos modelos serían completamente compatibles (la generación 8, la 9 y las recientes GTX 260 y la GTX 280). Nvidia prometió que la serie Geforce 8 también soportaría esta tecnología.
- Datos: Q392357